# شين ويست
شانون بروس سنيث (بالإنجليزية: Shannon Bruce Snaith); ولد في 10 يونيو 1978) هو ممثل وموسيقي ومؤلف أغاني اميركي. وقد اشتهر بأدواره في المسلسلات التلفزيونية مثل الدكتور راي بارنيت في إي آر و إيلي ساملر في مرة واحدة ومرة أخرى وأيضا لعب دور لاندون كارتر بجانب ماندي مور في فيلم نزهة للذكرى. و حاليا يلعب دور مايكل في مسلسل الاكشن الدرامي نيكيتا مع ماجي كيو.

## نشأته
ولد ويست في باتون روج، لويزيانا، أبن ليا كاثرين (نيي لوني) و دون سنيث، وكان كل منهم موسيقي. لديه أخت صغرى اسمها سيمون، ونصف شقيقة أصغر بكثير اسمها مارلي آن. والديه المطلقين منذ كان عمره عشر سنوات، انتقل ويست مع أمه إلى كاليفورنيا. وهو من أصل الكاجون فرنسا من جهة والدته.

## مسيرته المهنية

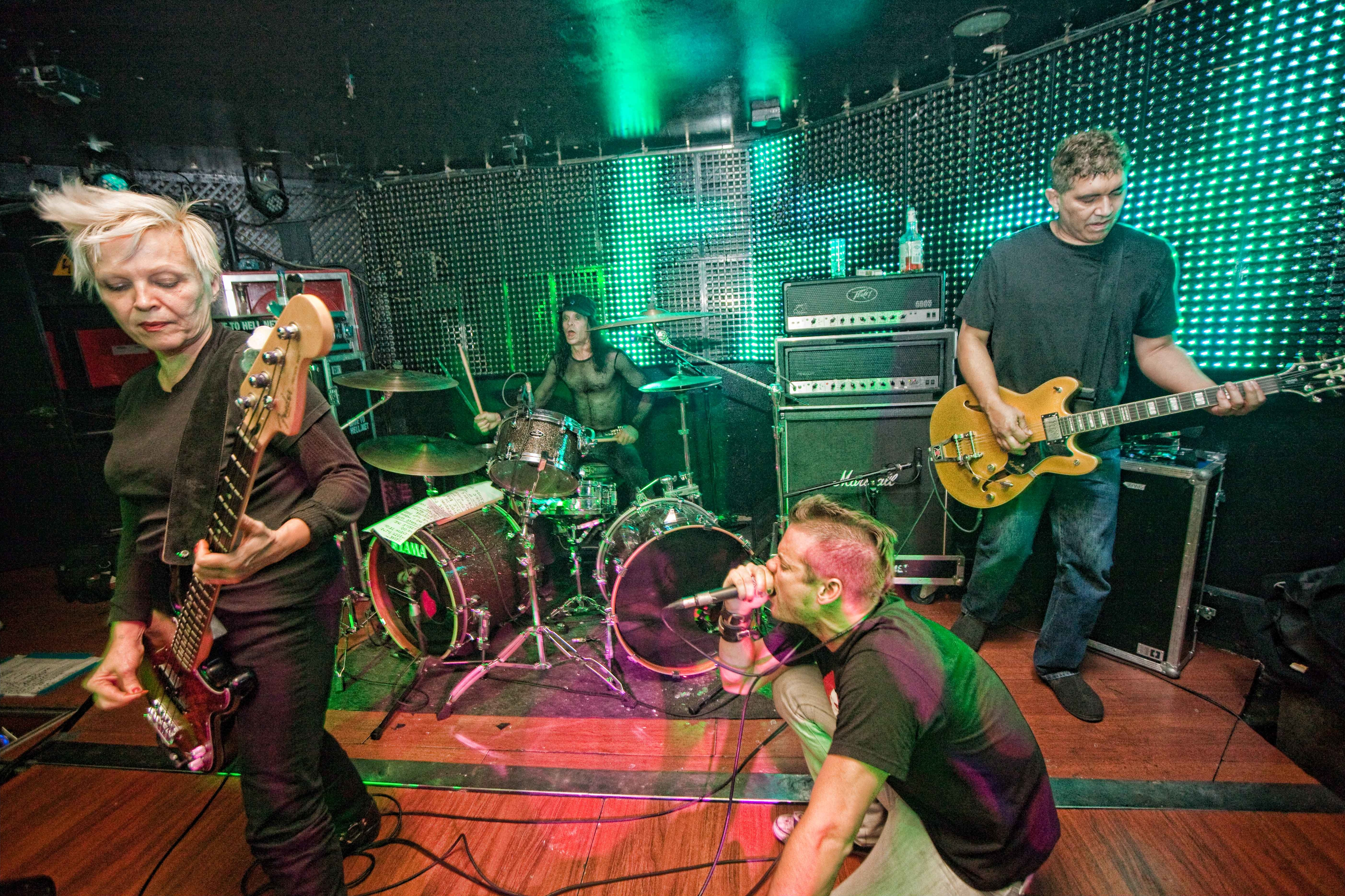
فرقة "ذا جارمس" في سالا بويت بمدريد

كان أول دور رئيسي لويست في عام 1999 هو سلسلة تلفزيونية، مرة ومرة أخرى، ولعب دور ايلي سمالر. كان الفيلم الأول لويست هو مرتفعات الحرية، للمخرج باري ليفنسون وكانت أحداث الفيلم تدور حول عائلة يهودية في بالتيمور. كما أنه شارك في دور البطولة في أفلام كوميدية في سن المراهقة مثل فيلم ومهما تطلب الامر (2000) واحصل على أكثر من ذلك  (2001). لاحقا قام ويست بدور امام المغنية والممثلة ماندي مور في 2002 نزهة للذكرى، وقد حقق الفيلم نجاحا في شباك التذاكر، محققا 41 مليون دولار في الولايات المتحدة. كما أنه كان في فيديو كليب الصرخة الذي يخص ماندي مور في عام 2003، ظهر ويست في فيلم  جامعة السادة فوق العادة وعام 2004، التحق بطاقم عمل ان بي سي السلسلة التيلفزيونية الطبية طويلة الآمد، وأيضا طاقم عمل إي آر  وقام بدور راي بارنيت. ثم غادر ويست في نهاية موسم 2007 للمشاركة في سلسلة اللجان القضائية العليا التليفزيونية، ولكن هذه السلسلة لم يتم انتقاؤها من قبل شبكة فوكس. في الفترة 2008-2009، عاد ويست لسلسلة إي آر التليفزيونية لمدة ثلاث حلقات خلال موسم الخامس عشر والنهائي. ومؤخرا تألق في الفيلم المستقل  ما نقوم به هو السرية ولعب دور داربي كراش العضو في فرقةالجراثيم. في السبعينيات.الفيلم حاليا في دور العرض وعلى دي في دي. أعضاء الفرقة انبهروا بأداء ويست، وقاموا بإعادة تشكيل الفرقة مع ويست وأخذ مكان داربي كراش المتوفى. كما توجه ويست لفرقته الأصلية، جوني ووز، الذين يترددون على مسرح لوس انجليس. في غياب ويست قام بقية أعضاء المجموعة بتشكيل رقصة الصخور الخماسية الخيال القمري. ولكن لم شمل فرقة جوني ووز ربما لا يزال في الأفق. أفلامه القادمة تشمل الرمال الحمراء ، مؤامرة القيادة والنزيل. كان من المقرر أن يبدأ تصوير فيلم الحبل الفضي مع فال كيلمر في  سبتمبر 2008. كما ترددت شائعات بأنه قد عرض على شين القيام بدور البطولة في النسخة المقبلة من الغراب [بحاجة لمصدر] وكما أنه حضر جامعة كاليفورنيا في ايرفين.

## قائمة أفلامه
| العام        | اسم الألبوم                                       | الدور                               |
| ------------ | ------------------------------------------------- | ----------------------------------- |
| (1998).      | بافي قاتلة مصاصي الدماء والجيش الشعبي. إذهب للصيد | شون                                 |
| (1999).      | مرتفعات الحرية                                    | تيد                                 |
| 1999 -- 2002 | مرة ومرة أخرى                                     | ايلي سمولار                         |
| 2000.        | كل ما يتطلبه الأمر                                | ريان ودمان                          |
| 2000.        | وقت للرقص                                         | بول                                 |
| 2000.        | دراكولا 2000                                      | ج ت                                 |
| (2001).      | الحصول على أكثر من ذلك!                           | بنتلي 'المهاجم' سكرمفيلد / ديمتريوس |
| (2001).      | اوشن اليفن                                        | شخصيته الحقيقية شون ويست            |
| 2002         | نزهة للذكرى                                       | لاندون كارتر                        |
| 2003         | جامعة السادة فوق العادة                           | توم سوير                            |
| 2004 -- 2009 | إي آر                                             | الدكتور راي بارنيت                  |
| (2006).      | النجل الأكبر                                      | بو                                  |
| 2007.        | ما نقوم به هو السرية                              | داربي كراش (الرصاص)                 |
| 2009         | النزيل                                            | شارع ويلكنسون                       |
| 2009         | الرمال الحمراء                                    | جيف كيلر                            |
| 2009         | مؤامرة القيادة                                    | ماكس بيترسون                        |
| 2009         | إلدورادو                                          | جاك وايلدر                          |
| 2009         | الوجود                                            | شبح                                 |
| 2009         | رعاة بقر الكيروسين                                | توم كريج                            |

## وصلات خارجية
- شين ويست على موقع تي في.كوم
- شين ويست على موقع IMDb (الإنجليزية)
- شين ويست على موقع روتن توميتوز (الإنجليزية)
- شين ويست على موقع ألو سيني (الفرنسية)
- شين ويست على موقع ميوزك برينز (الإنجليزية)
- شين ويست على موقع أول موفي (الإنجليزية)
- شين ويست على موقع قاعدة بيانات الأفلام السويدية (السويدية)
- شين ويست على موقع إن إن دي بي (الإنجليزية)
- شين ويست على موقع ديسكوغز (الإنجليزية)
- شين ويست على موقع قاعدة بيانات الفيلم (الإنجليزية)
- شين ويست على موقع كينوبويسك (الروسية)